# Iván Amaya Carazo
Iván Amaya (Madrid, 3 de setembre de 1978) és un exfutbolista professional espanyol, que ocupava la posició de defensa.
És germà del també futbolista Antonio Amaya Carazo.

## Trajectòria
Format al planter del Rayo Vallecano, debuta amb el primer equip la temporada 98/99, en la qual juga deu partits. Eixe any el conjunt madrileny aconsegueix l'ascens a Primera Divisió. A la màxima categoria, el rayista es consolida, disputant 21 partits i marcant un gol.
L'estiu del 2000 fitxa per l'Atlètic de Madrid, per aquell temps a la Segona Divisió. Hi va formar dues campanyes amb l'equip matalasser, les dues amb poques aparicions. La temporada 02/03 retorna a la màxima categoria al fitxar pel RCD Espanyol, jugant onze partits.
Recuperaria la titularitat amb el Getafe CF, amb qui disputa 40 partits a la temporada 03/04, l'any en què els madrilenys aconsegueixen l'ascens a primera divisió per primer cop a la seua història. A la màxima categoria passa a la suplència, jugant només cinc partits, i acaba la campanya al Ciudad de Murcia.
Durant dos anys i mig seria titular amb l'equip murcià. La temporada 07/08 marxa a l'Elx CF, també de Segona Divisió, on qualla dues temporades discretes. L'estiu del 2009 fitxa per la Udinese Calcio, però no es desplaça a Itàlia, sinó que és cedit al Granada CF.
Després d'una bona temporada amb el conjunt andalús, l'estiu del 2010 passa a formar de la plantilla del Reial Múrcia CF.

## Selecció espanyola
Amaya va formar part de l'equip olímpic espanyol present als Jocs Olímpics de Sydney 2000, que va guanyar la medalla d'argent.